# 田兒賢一
田兒賢一（日语：／ Tago Kenichi，1989年7月16日—），日本男子羽毛球运动员。埼玉縣出生，畢業於埼玉栄中学校及埼玉栄高校，其後加入NTT東日本株式會社，又曾長期入選日本國家羽毛球隊。2015年9月，他因多次違反紀律遭國家隊開除；2016年4月，他又因涉嫌進出非法賭場而被无限期取消羽球协会注册球员资格並被所屬企業直接解職；2020年解除禁令。

## 簡歷
田兒賢一雙親是羽球選手，父親田兒淳一則是聯盟成員，母親米倉良子是前日本國家羽毛球隊隊員，曾贏得尤伯杯及拿过两次全英赛女双亚军。在母親的影响下，田兒自小就开始打羽毛球。2008年，他在埼玉栄高校畢業後，就直接进入NTT東日本株式会社，属于总务部，並加入其下的羽毛球隊。田兒在周一到周六上午都要上班，負責鋪設光缆，到下午2点到6点才是球隊的训练时间。

### 2009年 世錦賽八強
2009年8月，田兒賢一參加印度海得拉巴舉行的世界羽毛球錦標賽，出戰男子單打比赛。首圈就以2比1（16-21、21-14、21-13）力克丹麦的乔希姆·佩尔森 ；在次圈以2比0（21-15、21-10）横扫德国的马克·茨维布勒。在八强中以0比2（10-21、12-21）输给印尼名将的西蒙·桑托索 。

### 2010年 轉戰全職
2010年3月，田兒賢一出戰全英羽毛球超級賽，一路擊敗阮進明、乔希姆·佩尔森、陈金和鲍春来等名將，最終在決賽不敵李宗伟屈居亞軍，但已創下日本男單的最佳戰績。此後，他轉做全職運動員。同年11月，田兒代表日本出戰廣州亞運會，參加羽毛球比賽的男子單打及團體項目。
2010年8月，田兒賢一參加法国巴黎舉行的世界羽毛球錦標賽，以12號種子身分出戰出戰男子單打比賽。首圈就以2比0（21-19、24-22）力克捷克的彼得·考卡尔 ；但在次圈以0比2（20-22、19-21）負於泰国的达农沙·森颂汶素出局。
2011年8月，田兒賢一參加英格兰伦敦舉行的世界羽毛球錦標賽，出戰男子單打比賽。首圈就以0比2（12-21、19-21）不敵印度的阿贾伊·贾亚拉姆出局。
2012年，田兒代表日本出戰英國倫敦舉行的奥林匹克运动会羽毛球比賽男子單打項目。然而，作為賽事8號種子的田兒卻在小組賽階段，爆冷以0比2（18-21、16-21）負於斯里蘭卡的尼卢卡·卡鲁纳拉特纳出局。賽後，田兒表示自己並没有伤病，且状态正常，實在找不出输球的原因。
2013年8月，田兒賢一參加丹麦哥本哈根舉行的世界羽毛球錦標賽，出戰男子單打項目。随后，他便弃权了这次的比赛，也让对手不战而胜地顺利进下一圈。

### 2014年 湯盃奪冠
2014年5月，田兒賢一出戰2014湯姆斯盃，以主力身份出任日本男队第一單打。在小组赛，他保持战绩全胜帮助日本男队在B组锁定第一以盟主出线。在八强中，对方发挥出色导致田兒賢一丢去第1分，随后其他队友努力连续赢下，还是晉級下一圈。在準決賽中，田兒賢一战胜了中国名将谌龙先拿下宝贵的重要一分。接着，在日本第一男雙和第二單打分别获胜，以3-0战胜了中国队。在决赛中，再次面对大马一哥李宗伟时，尽管自己无法突破，但靠着整体实力更为强大的日本队以总比分3-2擊敗马来西亚队取胜。这次田兒賢一不仅为日本男队创造了历史，亦是他成为世界冠军的时刻。
2013年6月，田兒賢一出戰印度尼西亚羽毛球公开赛，以0比2（18-21、18-21）敗於丹麦的简·奥·约根森，居居亞軍。
2014年8月，田兒賢一因为有着伤病而无法參加丹麦哥本哈根舉行的世界羽毛球錦標賽，未能出戰男子單打項目。
2015年8月，田兒賢一參加印尼雅加達舉行的世界羽毛球錦標賽，出戰男子單打項目。首圈就以0比2（20-22、12-21）不敵波蘭的麦克·罗加尔斯基出局。
2015年10月，日本國家隊宣布田兒賢一遭到開除，理由是他曾多次違反紀律。

### 2016年 涉賭受罰
田兒賢一因触犯条规，使得自己需要等待1年后才能参加国际赛事。
2016年4月7日，正出戰馬來西亞羽毛球首要超級賽的田兒賢一因涉嫌進出非法賭場，須返回日本接受警方調查，故此即時離開馬來西亞。
2016年4月8日，田兒賢一與後輩桃田賢斗在東京舉行道歉記者會。田兒坦承自己在受傷後暫停訓練時開始沉迷賭博，於2014年10月到2016年1月期間，在東京都墨田區及橫濱市內的非法賭場參與賭博60餘次，總計輸掉約1,000萬日元。此外，他還向隊友累計借款1,150萬日元，已返還650萬日元。田兒在記者會上聲淚俱下表示自己將扛下多數責任，並為了將後輩桃田賢斗捲入其中感到相當愧疚：「我不能堅持立場，還將晚輩桃田捲入其中，我對不起大家，也希望大家能夠再給桃田一次機會。」
2016年4月10日，日本羽毛球協會召开紧急理事会，针对桃田贤斗进行正式处理。協會最終決定将不会推荐桃田成为里约奥运会的日本国家队代表，而田兒則被无限期取消羽球协会注册的球员资格。隨後，日本NTT東日本公司亦宣佈將田兒賢一直接解職。世界羽聯發布聲明，因為桃田賢斗與田兒賢一被禁賽超過一年，依規定兩人將會從世界排名中除名。
2019年，設立YouTube頻道「TAGO KEN」。2020年11月1日，日本羽協解除田兒賢一禁賽令。

## 主要比賽成績
只列出曾進入準決賽的國際賽事成績：
| 年份   | 賽事                     | 公開賽級別 | 項目     | 成績   |
| ------ | ------------------------ | ---------- | -------- | ------ |
| 2008年 | 印尼羽毛球超級賽         | 超級賽     | 男子單打 | 準決賽 |
| 2008年 | 比利時羽毛球國際賽       | 國際挑戰賽 | 男子單打 | 冠軍   |
| 2008年 | 日本羽毛球超級賽         | 超級賽     | 男子單打 | 準決賽 |
| 2009年 | 香港羽毛球超級賽         | 超級賽     | 男子單打 | 準決賽 |
| 2010年 | 全英羽毛球超級賽         | 超級賽     | 男子單打 | 亞軍   |
| 2010年 | 亞洲羽毛球錦標賽         | 其他       | 男子單打 | 季軍   |
| 2011年 | 法國羽毛球超級賽         | 超級賽     | 男子單打 | 亞軍   |
| 2012年 | 馬來西亞羽毛球超級賽     | 超級賽     | 男子單打 | 亞軍   |
| 2012年 | 全英羽毛球首要超級賽     | 首要超級賽 | 男子單打 | 準決賽 |
| 2012年 | 法國羽毛球超級賽         | 超級賽     | 男子單打 | 準決賽 |
| 2012年 | 香港羽毛球超級賽         | 超級賽     | 男子單打 | 準決賽 |
| 2013年 | 馬來西亞羽毛球超級賽     | 超級賽     | 男子單打 | 準決賽 |
| 2013年 | 印度羽毛球超級賽         | 超級賽     | 男子單打 | 亞軍   |
| 2013年 | 日本羽毛球超級賽         | 超級賽     | 男子單打 | 亞軍   |
| 2013年 | 法國羽毛球超級賽         | 超級賽     | 男子單打 | 亞軍   |
| 2013年 | 世界羽聯超級系列賽總決賽 | 首要超級賽 | 男子單打 | 準決賽 |
| 2014年 | 韓國羽毛球超級賽         | 超級賽     | 男子單打 | 準決賽 |
| 2014年 | 馬來西亞羽毛球首要超級賽 | 首要超級賽 | 男子單打 | 準決賽 |
| 2014年 | 湯姆斯盃                 | 其他       | 男子團體 | 冠軍   |
| 2014年 | 日本羽毛球超級賽         | 超級賽     | 男子單打 | 準決賽 |
| 2014年 | 印尼羽毛球首要超級賽     | 首要超級賽 | 男子單打 | 亞軍   |

| 2007-2017年 | 首要超級賽 | 超級賽 | 黃金大獎賽 | 大獎賽 | 國際挑戰賽 | 國際系列賽 | 未來系列賽 | 其他 |

| 2018-2026年 | 總決賽 | 超級1000賽 | 超級750賽 | 超級500賽 | 超級300賽 | 超級100賽 | 國際挑戰賽 | 國際系列賽 | 未來系列賽 | 其他 |

### 世界冠軍頭銜
田兒賢一在羽毛球生涯中共奪得1項羽毛球世界冠軍頭銜。
| 賽事     | 奪冠次數 | 年份               |
| -------- | -------- | ------------------ |
| 湯姆斯盃 | 1        | 2014年（男子團體） |
| 總計     | 1        |                    |

### 奧運會和世錦賽參賽紀錄
|          | 2009 | 2010 | 2011 | 2012       | 2013        | 2014        | 2015 |
| -------- | ---- | ---- | ---- | ---------- | ----------- | ----------- | ---- |
| 男子單打 | 16強 | 32強 | 64強 | 小組第二名 | 64強 (退賽) | 64強 (退賽) | 64強 |

## 主要对賽记录
田兒賢一與主要對手的對賽成績如下（只列出對賽四次或以上對手，截至2016年3月13日）：

| 對手     | 對賽次數 | 對賽結果 | 對賽結果 | 總計 |
| 對手     | 對賽次數 | 勝       | 負       | 總計 |
| -------- | -------- | -------- | -------- | ---- |
| 佐佐木翔 | 5        | 3        | 2        | +1   |
| 總計     | 5        | 3        | 2        | +1   |

| 對手                     | 對賽次數 | 對賽結果 | 對賽結果 | 總計 |
| 對手                     | 對賽次數 | 勝       | 負       | 總計 |
| ------------------------ | -------- | -------- | -------- | ---- |
| 李宗伟                   | 19       | 2        | 17       | -15  |
| 简·奥·约根森             | 14       | 7        | 7        | ±0   |
| 谌龙                     | 11       | 4        | 7        | -3   |
| 索尼·昆科罗              | 8        | 1        | 7        | -6   |
| 胡贇                     | 8        | 6        | 2        | +4   |
| 马克·茨维布勒            | 7        | 5        | 2        | +3   |
| 达农沙·森颂汶素          | 7        | 6        | 1        | +5   |
| 张维峰                   | 7        | 6        | 1        | +5   |
| 陶菲克                   | 6        | 2        | 4        | -2   |
| 孙完虎                   | 6        | 2        | 4        | -2   |
| 陳仁傑                   | 5        | 4        | 1        | +3   |
| 卡夏普·帕鲁帕利          | 5        | 3        | 2        | +1   |
| 汉斯-克里斯蒂安·维汀哈斯 | 5        | 3        | 2        | +1   |
| 黄综翰                   | 5        | 1        | 4        | -3   |
| 陈金                     | 5        | 2        | 3        | -1   |
| 王睁茗                   | 5        | 2        | 3        | -1   |
| 朴成奐                   | 4        | 0        | 4        | -4   |
| 林丹                     | 4        | 1        | 3        | -2   |
| 彼得·盖德                | 4        | 1        | 3        | -2   |
| 汤米·苏吉亚托            | 4        | 1        | 3        | -2   |
| 杜鹏宇                   | 4        | 2        | 2        | ±0   |
| 西蒙·桑托索              | 4        | 2        | 2        | ±0   |
| 阿贾伊·贾亚拉姆          | 4        | 2        | 2        | ±0   |
| 沙鲁巴·维尔马            | 4        | 2        | 2        | ±0   |
| 维克托·阿萨尔森          | 4        | 2        | 2        | ±0   |
| 黃永棋                   | 4        | 4        | 0        | +4   |
| 其他選手                 | 161      | 122      | 33       | +89  |
| 總計                     | 316      | 193      | 123      | +70  |